# 大原千鶴
大原 千鶴（おおはら ちづる、1965年 - ）は京都府出身の女性料理研究家。平安女学院高等学校卒。

## 人物
- 京都市花脊にある料理旅館「美山荘」の次女[3]として生まれる。弟は美山荘4代目当主中東久人[4]。
- 高校卒業後、家を離れる。短大を卒業後、アパレル会社に働くが、2年で辞めた。理由は「母が病気になって、軸となる家の人がいないと旅館が回っていかない」からだった。女将の母を助けながら、閑散期にはアメリカに語学で短期留学あり[5]。
- 幼少の頃から里山の自然に親しみ和食の心得と美意識をはぐぐむ。小学校の頃から実家のまかないを担当。結婚後は京都市内に移住、2男1女の子育てをしながら、料理研究家として活躍[6]。
- テレビでは料理番組の講師・ドラマ番組の監修を務め、講演・エッセーなどの出版を出している。

## テレビ出演
- 「キューピー3分クッキング」（日本テレビ、2023年4月〜[7]）
- 「京都人の密かな愉しみ」（NHK BSプレミアム）
- 「あてなよる」（NHK BSプレミアム）
- 「きょうの料理」（NHK総合テレビ）

## 受賞
- 第3回京都和食文化賞

## 著書[8]
- 「京都のごはん：よろしゅうおあがり」（文化出版局、2008年11月）